# Mafilm
Mafilm — венгерская киностудия. Была основана в 1948 году и стала крупнейшей и самой значимой киностудией в Венгрии и стратегической базой венгерской киноиндустрии. Mafilm знала дни славы, равно как и переживала тяжёлые испытания. Её основание восходит к Коложвару, а среди её предшественников — третья по величине фабрика немого кино в Европе. С тех пор, как Корда Шандор (позже он сменил имя на Александр Корда) основал предшественника Mafilm, кинопроизводство здесь идёт непрерывно. Значимость этого места также усиливается тем фактом, что здесь практически нет венгерских режиссёров, которые не освоили бы азы кинопрофессии. История Mafilm и её предшественников охватывает более ста лет истории венгерского кино.

## Предыстория

### Начало венгерского кинопроизводства
«A táncz» — так назывался фильм, представленный на фестивале Uránia Magyar Tudományos Színház в 1901 году, положив начало венгерскому кинематографу.
В Трансильвании, тогда входившей в состав Венгрии, первым фильмом стал фильм «Sárga csikó», снятый в 1913 году совместно с киностудией Pathé Film Studio Paris. Французская сторона обеспечила техническую поддержку, а с венгерской стороны сценарий и актеров предоставил Йенё Янович, директор Национального театра в Коложваре и впоследствии основатель предшественника Mafilm. Фильм стал блокбастером и имел оглушительный успех на всех пяти континентах. С 1914 года Янович совместно с кинокомпанией Projectograph начал снимать свои весьма успешные фильмы под названием «Proja-film». Среди них был и фильм «A tolonc» режиссёра Михая Кертеша, впоследствии удостоенного премии «Оскар». Главную роль в фильме сыграл Михай Варкони.

### Кинофабрика «Корвин»
Янович стал независимым от «Проектографа» и 16 октября 1916 года основал в Коложваре кинофабрику «Корвин», седьмую кинофабрику в мире, которая, наряду с «Пайнвудом» и «Чинечиттой», стала третьей по величине киностудией в Европе. Её генеральным директором был назначен 23-летний Александр Корда.
В апреле 1917 года Корда выкупил кинокомпанию «Корвин» у своего предыдущего начальника Яновича. Его партнёром в сделке стал Миклош М. Пастори, с которым они вскоре расширили своё кинопроизводство до Будапешта. В качестве места для новой киностудии они выбрали недавно разделённое поле в Зугло. 16 октября 1917 года была основана кинофабрика «Корвин» и компания «Фильм Трейд». Выбор Корды оказался верным, и с тех пор кинокомпания «Mafilm» ведёт здесь кинопроизводство. Фильмы Корвина вскоре появились и на международном рынке. Корда, помимо того, что был владельцем и управляющим, также регулярно снимал фильмы. В 1916 году его немой фильм «Fehér éjszak» стал одним из первых венгерских фильмов, выпущенных за рубежом. Во время подъёма, вызванного Первой мировой войной, кинокомпания Corvin Film увеличила свой акционерный капитал в пять раз, но после войны снималось всё меньше и меньше фильмов. В 1922 году Corvin Film временно прекратила производство. В 1923 году фабрика была модернизирована и реорганизована, став третьей по величине киностудией в Центральной Европе. Однако из-за экономического спада 1926 года даже эти крупные инвестиции не помогли, кинофабрика Corvin Film не смогла избежать банкротства.

### Hunnia Film Factory
В 1927 году государственная компания Filmipari Alap приобрела «Corvin Film». Деятельность новой кинофабрики, основанной 19 декабря 1928 года под названием «Hunnia Film Factory», была четко и исключительно ориентирована на производство художественных фильмов. Благодаря передовым немецким технологиям фильмы Hunnia Film Factory вскоре смогли достичь уровня лучших мировых киностудий.
На следующий день после открытия восстановленной Hunnia Film Factory, 28 апреля 1931 года работа пошла полным ходом. Был снят первый фильм студии «Кек Балвань», который также стал первым звуковым фильмом в истории венгерского кино. Hunnia Film Factory единолично управляла венгерской киноиндустрией. Венгрия стала третьим по величине производителем фильмов в Европе и четвертым в мире. В 1939 году кинокомпания Hunnia сняла 25 художественных фильмов, а четыре года спустя — 53. К 1944 году Hunnia Film Factory превратилась в небольшую империю: у неё было семь студий и 1300 постоянных сотрудников. С момента основания было отснято около 20 миллионов метров плёнки, а средний бюджет компании составлял 400 000 пенгё. В конечном счёте, Вторая мировая война не пощадила Hunnia, и все её студии были разбомблены. Тем не менее, руководство Будапешта оказало эффективную и быструю помощь в восстановлении студии, построенной Кордой: 2 октября 1945 года, первым в Европе кинопроизводство на Hunnia Film Factory возобновилось. Первым фильмом стал A tanítónő. Однако после этого до национализации было снято лишь несколько фильмов. Тем не менее, определенно стоит упомянуть фильм «Валахол Европабан», снятый в 1947 году режиссёром Гезы Радвани и получивший впоследствии мировое признание.

## История

### Mafilm — от национализации к реорганизации
Постановлением Совета министров от 19 августа 1948 года «Венгерская киностудия» была национализирована под названием «Magyar Filmgyártó Nemzeti Vállalat» («Mafilm»). Первый фильм, вышедший на экраны после национализации, «Talpalatnyi föld» Фридьеша Бана, имел международный успех.
С 1949 года кинопроизводство было поручено министру-коммунисту Йожефу Реваи. С тех пор в кинопроизводстве царил скучный, серый, нехарактерный для него семитизм.
После смерти Сталина, с 1953 года, кинопроизводство перешло к министру Йожефу Дарвашу, что привело к возрождению венгерского кино. Успеху способствовало то, что Дарваш выделял больше средств и предоставлял больше свободы. Положительные изменения быстро принесли свои плоды, открыв новый золотой век венгерского кино. Впервые фильмы из-за «железного занавеса» оказались в центре внимания мирового киноискусства. Золтан Фабри («Корхинта», «Ганнибал Танар Ур»), Золтан Варконьи, Виктор Гертлер, Феликс Мариаши, Карой Макк («Лилиомфи») принадлежали к новому поколению венгерских режиссёров, вернувших венгерскому кино статус.
Поражение венгерского восстания 1956 года и последовавшие за ним массовые протесты отбросили начавшиеся в венгерской киноиндустрии многообещающие процессы. Структура кинопроизводства была реструктурирована, и киностудия Mafilm продолжила свою деятельность под названием Hunnia Filmstúdió. Снимавшиеся здесь фильмы в основном были аполитичными, в основном экранизациями литературных произведений. Среди них выделялись три фильма Ласло Раноди («Szakadék», Legy jó Mindhalálig, Pacsirta), а также работа Золтана Фабри «Эдес Анна».
В то же время была основана Будапештская киностудия, и её директор Иштван Немескюрти сыграл ключевую роль в становлении всемирно известной творческой мастерской. Он собрал вокруг себя молодые таланты, именно эти молодые люди впоследствии сформировали новое, мощное поколение венгерских кинорежиссёров. На киностудии уже в первые годы после её создания — не претендуя на полноту — Золтан Варконьи, Феликс Мариасси, Миклош Синетар, Миклош Янчо и Иштван Гаал смогли подписать контракты на съемку фильмов в качестве режиссёров.

### Mafilm — снова в строю
1 января 1964 года киностудия, образованная в результате слияния киностудий Hunnia Filmstúdió и Budapest Filmstúdió, была переименована в Mafilm.
1966 год также принёс изменения в финансировании производства художественных фильмов. Министерство культуры перечислило значительную часть расходов на производство фильмов компаниям Mokép и Hungarofilm. Два года спустя, в 1968 году, координация производства и проката привела к созданию Magyar Filmtröszt.
В течение следующего десятилетия кинопроизводство пережило такой бурный подъём, что студии Mafilm не могли удовлетворить все потребности. Поэтому новая студийная база киностудии площадью 23 гектара была создана в идеальном месте, в Фоте.
В 1960-е и 1970-е годы венгерское кино пережило свой «золотой век». На киноэкранах одновременно появились творения двух поколений: Золтан Фабри, Миклош Янчо, Андраш Ковач, Петер Бачо, Карой Макк, а также молодежь: Иштван Сабо, Золтан Хусарик, Пал Габор, Иштван Гаал, Ференц Коса, Шандор Сара и их спутники. Были венгерские режиссёры той эпохи, чьи работы считались одними из величайших достижений универсального кино, в том числе на международном уровне. Говоря о Миклоше Янчо, многие кинокритики заявляли, что не будет преувеличением сказать, что он также является одним из первых в мире, на равных с Антониони или даже с Бергманом.

### Кинофабрики и киностудии Mafilm
В 1972 году производство художественных фильмов было вновь реорганизовано. Были основаны Hunnia Játékfilmstudió Vállalat, Будапештская Játékfilmstudió Vállalat и Magyar Filmgyartó es Szolgáltató Vállalat. Впоследствии, в 1976 году, структура, сложившаяся в организации «Мафильм» четырьмя годами ранее, снова изменилась, три компании снова были объединены, а затем были созданы четыре студии художественных фильмов: «Будапешт», «Диалог», «Хунния» и «Объектив».

### Будапештская киностудия
Возрождённой Будапештской киностудией также руководил Иштван Немешкюрти. Габор Ханак возглавил студию в 1985 году. В 1990-х годах на Будапештской киностудии начало работать новое поколение молодых режиссёров, среди которых Ильдико Эньеди (премия «Золотая камера» Каннского кинофестиваля), Аттила Яниш, Золтан Камонди и Дежё Жигмонд, ныне известные и уважаемые режиссёры. В 1992 году киностудию возглавил Ференц Кардош, а в 1999 году эстафету принял Ласло Кантор, кинооператор и режиссёр, представлявший в то время самое молодое поколение венгерского кино.

### Hunnia Film Studio
Hunnia Film Studio была организована под руководством Миклоша Кёллё, Пал Шандор принимал участие в профессиональной работе в качестве заместителя руководителя, а в художественный совет входили Ференц Грюнвальский, Ференц Кардош, Жолт Кезди-Ковач, позднее первый человек Mafilm, Пал Зольнай и Жужа Биро, Шандор Чори. Позже киностудией руководил кинорежиссер Шандор Симо.

### Dialóg Film Studio
Dialóg Film Studio была организована под руководством Антала Богача. Заместителем Богача был Петер Бачо, членами художественного совета студии были Иштван Дардай, Золтан Фабри, Имре Дьёндьёши, Миклош Янчо, Андраш Ковач и Карой Макк, а также драматург Янош Уйхели и историк литературы Миклош Белади. С 1982 года директором киностудии был Петер Бачо, затем Тамаш Толмар, а затем Ференц Андраш.

### Objektív Film Studio
Киностудия была основана на базе студии Белы Балажа, в отличие от других венгерских кинопроизводств, не по инициативе государства, а как независимая мастерская молодых кинематографистов, по совместной инициативе «стареющих» режиссёров.
Почти сорок режиссёров поделили между собой почти сто полнометражных фильмов студии, и благодаря Иштвану Сабо им удалось получить премию «Оскар» за фильм «Мефистофель».
Вначале съёмочную группу возглавлял Йожеф Маркс, его заместителем был Иштван Сабо.

## На грани банкротства

### На грани распада
В 1987 году Mafilm был децентрализован: четыре студии — Budapest, Dialóg, Hunnia и Objektív — получили полную автономию.
Будапештская киностудия, которая также являлась второй площадкой Mafilm, продолжила свою деятельность под названием Magyar Mozi és Videofilmgyár (MOVI). В 1998 году стены почти 70-летней исторической творческой мастерской венгерской киноиндустрии были снесены. Сегодня на месте MOVI находится международный автовокзал, а напротив главного входа — небольшой мемориальный камень: «Itt egykor FILMGYÁR állt, a magyar kultúra egyik őrhelye. 1927—1995» («Здесь когда-то была КИНОЗАВОД, одна из сторожевых башен венгерской культуры. 1927—1995»).
В 1989 году руководство Mafilm выбрало более динамичную, меньшую организационную структуру. Именно тогда была образована Mafilm, контрольный пакет акций которой перешёл к afilmrent, Mafilm Audio и Mafilm Profilm.
В 1992 году был основан Magyar Mozgókép Közalapítvány (MMKA), объединение 33 киноорганизаций. В том же году, 15 июня, Fővárosi Bíróság (Столичный суд) признал Mafilm неплатежеспособным и объявил о ликвидации кинокомпании. 7 декабря Filmunió, консорциум государственных учреждений, выкупил Mafilm у ликвидатора за 415 миллионов венгерских форинтов. После смены собственника новые владельцы сохранили название Mafilm и создали огромную избыточность. 1 января 1994 года Mafilm была преобразована в публичную компанию с капиталом в 500 миллионов венгерских форинтов.
К 1996 году компания снова оказалась в состоянии банкротства. Результаты тендера по приватизации Mafilm, проведённого в начале 1998 года, правительство Хорна больше не объявляло в преддверии парламентских выборов. К 1999 году структура собственности Mafilm сократилась до двух игроков: ÁPV (State Privatization and Asset Management Co.) и MMKA вновь вернули государственную собственность.

### С MMKA во главе
В 2004 году был принят Закон о кино (Закон II от 2004 года о кино).
В 2006 году правительство приняло решение о передаче государственной кинокомпании Mafilm в ведение MMKA. С 2007 года управление активами Mafilm также перешло к MMKA, председателем которой является Ференц Грунвальский, а генеральным директором — Тамаш Толмар.
В ноябре 2009 года студия Huszárik, принадлежащая Mafilm, была передана студии Máriássy в Фоте. Инвестиции Mafilm в размере 500 миллионов венгерских форинтов позволили создать крупнейшую киностудию кинофабрики.
В 2010 году полномочия Попечительского совета кинокомпании MMKA, возглавляемого Грунвальским, истёк, и новым председателем стал писатель Золтан Кёрёши. В 2011 году после комплексной проверки фонда, заказанной Кёрёши, правительство изъяло 20% бюджета фонда, что сделало его неплатёжеспособным.
В 2012 году решением правительства было прекращено управление MMKA компанией Mafilm.

## Новая перезагрузка
Эндрю Вайна был назначен правительственным комиссаром по делам венгерской киноиндустрии в 2011 году и вместе с Агнес Гавас и Чабой Беречки, генеральным директором и международным директором Magyar Nemzeti Filmalap[39], поставил венгерскую киноиндустрию на совершенно новую основу. В 2012 году компания Magyar Nemzeti Filmalap консолидировала активы несуществующей компании Magyar Mozgókép Közalapitvány и погасила ее долги.
Вайна поставил три цели в интервью Film New Europe в Каннах в мае 2012 года и за короткое время достиг всех трёх. Он успешно провёл переговоры с банками о реструктуризации задолженности MMKA, сумел восстановить кинопроизводство добился автоматического перевода 80 % прибыли от лотереи «Шесть лотерей» в кинофонд; и, наконец, за один год более чем удвоил количество фильмов, запланированных на 2012 год, с четырёх до десяти.
С 2012 года генеральным директором Mafilm стал Тамаш Закони, а в 2019 году его сменила Андреа Ильдико Оттингер. 1 октября 2013 года Mafilm и Magyar Filmlaboratórium были объединены в Magyar Nemzeti Filmalap, которая затем занималась предоставлением студий и внешних площадок для отечественных и зарубежных кино- и телепродукции, а также арендой реквизита, костюмов и оружия. Кроме того, компания отвечала за аренду офисных помещений и эксплуатацию киноплощадок в Будапеште и Фоте.
В январе 2014 года были открыты отремонтированные студии III и IV кинофабрики Mafilm на улице Рона, на что правительство выделило грант в размере 300 миллионов венгерских форинтов. По словам Закони на церемонии передачи, возможности кинопроизводства, предоставляемые этими легкодоступными, современными и привлекательными отремонтированными студиями, позволяют одновременно вести до 5-6 кинопроизводств.

## Столетний юбилей
В 2017 году, в честь столетия кинофабрики, на церемонии, посвященной её основанию столетие назад Кордой Шандором и Пастори М. Миклошем на улице Рона, присутствовали представители венгерской киноиндустрии. Создавая кинофабрику, Корда, конечно же, не предполагал, что спустя столько лет это место, где всемирно известные кинорежиссёры снимали свои фильмы, станет культовым местом паломничества венгерского кинематографа.
Церемония завершилась показом отрывков из фильмов Золтана Фабри, после чего на фасаде кинофабрики открылась мемориальная доска, а студии III и IV представили имя режиссёра.

## Реорганизация
После смерти Андрю Вайны в 2019 году Чаба Кель, правительственный комиссар, ответственный за киноиндустрию, который возродил венгерское кинопроизводство, привёл его инфраструктуру в соответствие с мировыми стандартами и создал предсказуемую систему управления. Кель также был назначен главой венгерского кинопроизводства.
Закон CVI 2019 года об учреждении Национального института кино Венгрии (NFI) содержит необходимые поправки к закону для реструктуризации всей структуры венгерского кинопроизводства. Суть нового законодательства заключается в том, что Национальный институт кино Венгрии будет отвечать за координацию деятельности всей венгерской киноиндустрии. Национальный институт кино Венгрии был образован путем слияния Magyar Nemzeti Filmalap и программы Médiamecenatúra. В рамках структурных изменений Filmiroda, ведомство, курирующее венгерскую киноиндустрию и иностранных подрядчиков, снимающих в стране, было выведено из состава Médiatanács (NMHH) и передано в подчинение Miniszterelnöki Kabinetiroda. Параллельно с вышеуказанными реорганизациями, название кинокомпании несколько раз менялось: в начале 2020 года официальный сайт был переименован в Mafilm Nonprofit Zrt., а позднее — в MAFILM-PROFIL Reklám Kft, а на английском языке компания называлась Mafilm Hungarian Film Studios. В 2019 году на студиях Mafilm в Фоте было снято 14 фильмов, два — в открытом бассейне и десять — на открытых площадках. Библиотека реквизита обслуживала 70 постановок, а более ста кинокомпаний арендовали костюмы для съёмок.
В Национальном институте кино Венгрии был создан Комитет по отбору фильмов из пяти человек, который принимает решения о финансировании кинопроектов, представленных в Filmalap, с учетом профессиональных критериев. В качестве основополагающего критерия он учитывает оптимальное сочетание художественных достоинств и финансовой осуществимости в случае принятия заявки на кинопроект.
В августе 2021 года Кель объявил, что в рамках правительственного плана действий по защите экономики[53] было принято решение о развитии киностудий, что является беспрецедентным в истории венгерского кинопроизводства. В рамках инвестиций Национального института кино Венгрии началось строительство четырех новых студий в Фоте на полезной площади 9600 квадратных метров. Это строительство увеличит кинопроизводственные мощности в Фоте примерно в пять раз, до 12 200 квадратных метров. Благодаря расширению портфеля услуг на сумму более 40 миллиардов венгерских форинтов, венгерская киноиндустрия сможет снимать свои фильмы фактически на двух отдельных студиях. Проект также призван укрепить стратегическое конкурентное преимущество Венгрии, поскольку она обладает крупнейшими в Европе после Лондона кинопроизводственными мощностями. Компания Káel установила 2022 год в качестве целевой даты завершения расширения.